# Biblioteca Municipal de Chillán
La Biblioteca Municipal de Chillán Volodia Teitelboim, es un centro bibliográfico ubicado en la ciudad de Chillán, Provincia de Diguillín, Región de Ñuble, Chile, considerada un Inmueble de conservación histórica. Su nombre es un homenaje al político y escritor local Volodia Teitelboim.

## Historia
Fue fundada el 29 de marzo de 1919, bajo la gestión edilicia de José María Sepúlveda Bustos, con el nombre de Biblioteca Popular de Chillán, siendo su primer director, don Germán Muñoz. La ceremonia de apertura de la biblioteca, estuvo acompañada por discursos de autoridades y la presencia de personalidades dedicadas a la educación local de la época, como Juan Madrid Azolas y Narciso Tondreau.
En 2008, a causa del fallecimiento del escritor y político local, Volodia Teitelboim, la biblioteca adopta su nombre como homenaje.

## Arquitectura
El edificio de la Biblioteca Municipal de Chillán y el Museo de Ciencias Naturales y Arqueología, es un edificio de carácter neoclásico, construido en carácter de vivienda entre 1955 y 1956, destinado, en un principio, a la familia Palma, cual posteriormente vende la propiedad al municipio. Consta de una casa de dos pisos, aislada y sin cierre perimetral, que conserva la arquitectura interior original de la vivienda.

## Directores
| Director              | Periodo       |
| --------------------- | ------------- |
| Germán Muñoz          | 1919-?        |
| Audito Gavilán Tapia  | 1994-2010     |
| Humberto Torres Rojas | 2010-presente |

## Archivo Fotográfico Patrimonial
Desde 2018 se encuentra disponible un archivo fotográfico patrimonial, con imágenes donadas por los habitantes de la ciudad.